# Bro'Sis
Bro'Sis is een Duitse groep, die in 2001 bekend werd door het programma Popstars, uitgezonden door RTL II.
De groep had succes met de hitsingles "I Believe", "Do You", "Heaven Must Be Missing an Angel", "Hot Temptation" en hun eerste album, Never Forget (Where You Come From) uit 2002.

## Discografie

### Albums
| Datum | Titel                              | Hoogste positie | Hoogste positie | Hoogste positie |
| Datum | Titel                              | D               | AT              | CH              |
| ----- | ---------------------------------- | --------------- | --------------- | --------------- |
| 2002  | Never Forget (Where You Come From) | 1               | 1               | 6               |
| 2003  | Days of Our Lives                  | 10              | 37              | 39              |
| 2004  | Showtime                           | 24              | -               | -               |

### Singles
| Datum | Titel                                                              | Hoogste positie | Hoogste positie | Hoogste positie |
| Datum | Titel                                                              | D               | AT              | CH              |
| ----- | ------------------------------------------------------------------ | --------------- | --------------- | --------------- |
| 2001  | I Believe Never Forget (Where You Come From)                       | 1               | 1               | 1               |
| 2002  | Do You / Peace of Soul Never Forget (Where You Come From)          | 3               | 5               | 19              |
| 2002  | Heaven Must Be Missing an Angel Never Forget (Where You Come From) | 9               | 29              | 35              |
| 2002  | Hot Temptation Never Forget (Where You Come From) (heruitgave)     | 4               | 11              | 46              |
| 2002  | The Gift Never Forget (Where You Come From) (heruitgave)           | 16              | 40              | -               |
| 2003  | Oh No/Never Stop Days of Our Lives                                 | 7               | 24              | 66              |
| 2003  | V.I.P. Days of Our Lives                                           | 19              | -               | -               |
| 2004  | U Build Me Up Showtime                                             | 20              | 51              | -               |
| 2004  | Make Up Your Mind Showtime                                         | -               | -               | -               |